# Мец Манташ
Мец Манташ (на арменски: Մեծ Մանթաշ) е село и община в Армения, област Ширак. Според Националната статистическа служба на Армения през 2012 г. има 2598 жители.

## Демография
Броят на населението в годините 1831–2004 е както следва: